# Gran Premio motociclistico di Catalogna 1999
Il Gran Premio motociclistico di Catalogna 1999 corso il 20 giugno, è stato il sesto Gran Premio della stagione 1999 del motomondiale e ha visto vincere la Honda di Àlex Crivillé nella classe 500, Valentino Rossi nella classe 250 e Arnaud Vincent nella classe 125.

## Classe 500

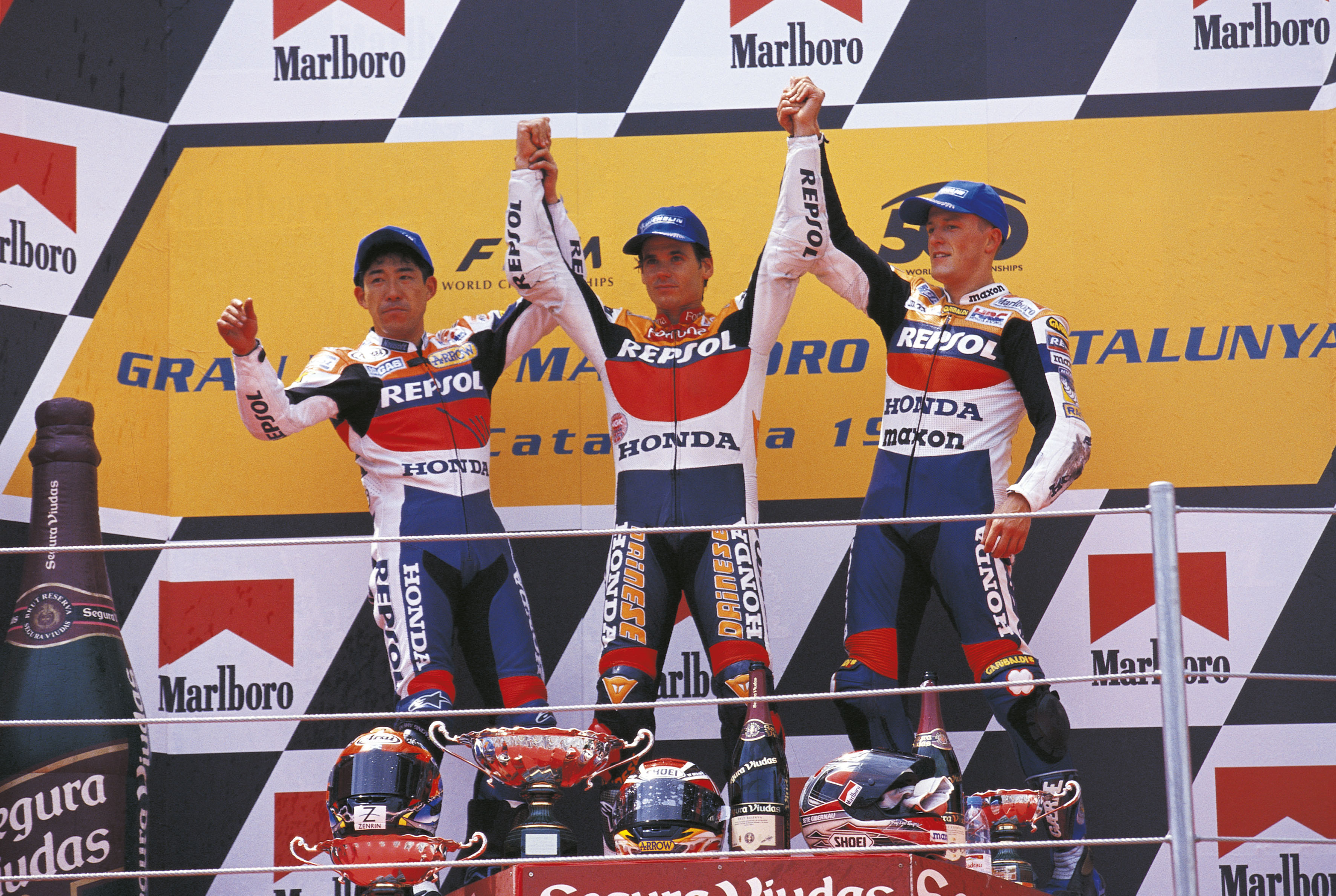
Okada, Crivillé e Gibernau, festeggiano sul podio dopo aver concluso al secondo, primo e terzo posto nella gara della classe 500

### Arrivati al traguardo
| Pos | Nº | Pilota                   | Squadra                   | Motocicletta | Giri | Tempo     | Griglia | Punti |
| --- | -- | ------------------------ | ------------------------- | ------------ | ---- | --------- | ------- | ----- |
| 1   | 3  | Àlex Crivillé            | Repsol Honda              | Honda        | 25   | 44:55.701 | 4       | 25    |
| 2   | 8  | Tadayuki Okada           | Repsol Honda              | Honda        | 25   | +0.061    | 8       | 20    |
| 3   | 15 | Sete Gibernau            | Repsol Honda              | Honda        | 25   | +4.467    | 3       | 16    |
| 4   | 31 | Tetsuya Harada           | Aprilia Grand Prix Racing | Aprilia      | 25   | +20.216   | 13      | 13    |
| 5   | 14 | Juan Bautista Borja      | MoviStar Honda Pons       | Honda        | 25   | +21.087   | 17      | 11    |
| 6   | 10 | Kenny Roberts Jr         | Suzuki Grand Prix         | Suzuki       | 25   | +22.006   | 7       | 10    |
| 7   | 4  | Carlos Checa             | Marlboro Yamaha           | Yamaha       | 25   | +23.637   | 11      | 9     |
| 8   | 17 | Jurgen van den Goorbergh | Biland GP1                | MuZ Weber    | 25   | +23.711   | 1       | 8     |
| 9   | 19 | John Kocinski            | Kanemoto Honda            | Honda        | 25   | +23.899   | 10      | 7     |
| 10  | 26 | Haruchika Aoki           | F.C.C. TSR                | TSR-Honda    | 25   | +29.845   | 15      | 6     |
| 11  | 9  | Nobuatsu Aoki            | Suzuki Grand Prix         | Suzuki       | 25   | +37.387   | 16      | 5     |
| 12  | 25 | José Luis Cardoso        | Maxon TSR                 | TSR-Honda    | 25   | +1:08.539 | 18      | 4     |
| 13  | 18 | Markus Ober              | Dee Cee Jeans Racing      | Honda        | 25   | +1:08.712 | 21      | 3     |
| 14  | 22 | Sébastien Gimbert        | Tecmas Honda Elf          | Honda        | 25   | +1:08.840 | 19      | 2     |

### Ritirati
| Nº | Pilota            | Squadra                 | Motocicletta | Giri | Griglia |
| -- | ----------------- | ----------------------- | ------------ | ---- | ------- |
| 12 | Jean-Michel Bayle | Proton KR Modenas       | Modenas KR3  | 24   | 5       |
| 55 | Régis Laconi      | Red Bull Yamaha WCM     | Yamaha       | 21   | 12      |
| 6  | Norick Abe        | Antena 3 Yamaha-D'Antin | Yamaha       | 17   | 6       |
| 2  | Max Biaggi        | Marlboro Yamaha         | Yamaha       | 11   | 2       |
| 5  | Alex Barros       | MoviStar Honda Pons     | Honda        | 8    | 9       |
| 21 | Michael Rutter    | Millar Honda            | Honda        | 8    | 22      |
| 69 | James Whitham     | Proton KR Modenas       | Modenas KR3  | 8    | 20      |
| 43 | Paolo Tessari     | Team Paton              | Paton        | 7    | 23      |
| 7  | Luca Cadalora     | Biland GP1              | MuZ Weber    | 6    | 14      |

### Non qualificato
| Nº | Pilota       | Moto   |
| -- | ------------ | ------ |
| 11 | Simon Crafar | Yamaha |

## Classe 250

### Arrivati al traguardo
| Pos | Nº | Pilota             | Squadra                    | Motocicletta | Giri | Tempo     | Griglia | Punti |
| --- | -- | ------------------ | -------------------------- | ------------ | ---- | --------- | ------- | ----- |
| 1   | 46 | Valentino Rossi    | Aprilia Grand Prix Racing  | Aprilia      | 23   | 41:47.806 | 2       | 25    |
| 2   | 4  | Tōru Ukawa         | Shell Advance Honda        | Honda        | 23   | +0.258    | 1       | 20    |
| 3   | 21 | Franco Battaini    | FGF Battaini Racing        | Aprilia      | 23   | +12.755   | 4       | 16    |
| 4   | 56 | Shin'ya Nakano     | Chesterfield Yamaha Tech 3 | Yamaha       | 23   | +13.085   | 3       | 13    |
| 5   | 44 | Roberto Rolfo      | Vasco Rossi Racing         | Aprilia      | 23   | +25.429   | 7       | 11    |
| 6   | 9  | Jeremy McWilliams  | QUB Team Optimum           | Aprilia      | 23   | +29.320   | 11      | 10    |
| 7   | 7  | Stefano Perugini   | Fila Watches Honda         | Honda        | 23   | +45.343   | 9       | 9     |
| 8   | 49 | Naoki Matsudo      | Chesterfield Yamaha Tech 3 | Yamaha       | 23   | +45.563   | 10      | 8     |
| 9   | 12 | Sebastián Porto    | Semprucci Biesse-Group     | Yamaha       | 23   | +50.947   | 12      | 7     |
| 10  | 37 | Luca Boscoscuro    | Polini                     | TSR-Honda    | 23   | +51.482   | 16      | 6     |
| 11  | 66 | Alex Hofmann       | Racing Factory             | TSR-Honda    | 23   | +51.673   | 13      | 5     |
| 12  | 11 | Tomomi Manako      | Yamaha Kurz Aral           | Yamaha       | 23   | +51.742   | 14      | 4     |
| 13  | 36 | Masaki Tokudome    | Dee Cee Jeans Racing       | TSR-Honda    | 23   | +1:11.473 | 15      | 3     |
| 14  | 22 | Lucas Oliver Bultó | Yamaha Kurz Aral           | Yamaha       | 23   | +1:26.093 | 18      | 2     |
| 15  | 41 | Jarno Janssen      | Rizla Honda                | TSR-Honda    | 23   | +1:37.071 | 19      | 1     |
| 16  | 58 | Matias Rios        | PR2 Mitsubishi             | Aprilia      | 22   | +1 giro   | 27      |       |
| 17  | 59 | Jesus Perez        | KR Sport                   | Honda        | 22   | +1 giro   | 29      |       |
| 18  | 69 | Daniel Ribalta     | Promoto Sport              | Yamaha       | 22   | +1 giro   | 28      |       |

### Ritirati
| Nº | Pilota            | Squadra                 | Motocicletta | Giri | Griglia |
| -- | ----------------- | ----------------------- | ------------ | ---- | ------- |
| 34 | Marcellino Lucchi | Docshop Racing          | Aprilia      | 17   | 5       |
| 60 | Alex Debón        | Chupa Chups Team        | Honda        | 15   | 21      |
| 62 | Álvaro Molina     | Echo Team C.C. Neptuno  | Honda        | 11   | 25      |
| 15 | David García      | Antena 3 Yamaha-D'Antin | Yamaha       | 6    | 24      |
| 24 | Jason Vincent     | Padgetts HRC Shop       | Honda        | 4    | 8       |
| 23 | Julien Allemand   | Tecmas Honda Elf        | TSR-Honda    | 3    | 22      |
| 16 | Johan Stigefelt   | Edo Racing              | Yamaha       | 1    | 17      |
| 10 | Fonsi Nieto       | Antena 3 Yamaha-D'Antin | Yamaha       | 0    | 23      |
| 14 | Anthony West      | Shell Advance Honda     | TSR-Honda    | 0    | 20      |
| 6  | Ralf Waldmann     | Aprilia Germany         | Aprilia      | 0    | 6       |
| 70 | Iván Silva        | Motorola                | Honda        | 0    | 26      |

## Classe 125

### Arrivati al traguardo
| Pos | Nº | Pilota               | Squadra                  | Motocicletta | Giri | Tempo     | Griglia | Punti |
| --- | -- | -------------------- | ------------------------ | ------------ | ---- | --------- | ------- | ----- |
| 1   | 21 | Arnaud Vincent       | C.C. Valencia            | Aprilia      | 22   | 41:47.749 | 6       | 25    |
| 2   | 7  | Emilio Alzamora      | Via Digital Team         | Honda        | 22   | +0.011    | 12      | 20    |
| 3   | 13 | Marco Melandri       | Benetton Playlife        | Honda        | 22   | +0.340    | 4       | 16    |
| 4   | 6  | Noboru Ueda          | Givi Honda LCR           | Honda        | 22   | +0.547    | 11      | 13    |
| 5   | 5  | Lucio Cecchinello    | Givi Honda LCR           | Honda        | 22   | +1.262    | 2       | 11    |
| 6   | 15 | Roberto Locatelli    | Vasco Rossi Racing       | Aprilia      | 22   | +1.625    | 1       | 10    |
| 7   | 1  | Kazuto Sakata        | M.T.P. - Team Pileri     | Honda        | 22   | +2.097    | 13      | 9     |
| 8   | 16 | Simone Sanna         | Polini                   | Honda        | 22   | +20.426   | 3       | 8     |
| 9   | 12 | Randy de Puniet      | Scrab Competition        | Aprilia      | 22   | +20.595   | 16      | 7     |
| 10  | 8  | Gianluigi Scalvini   | Inoxmacel Fontana Racing | Aprilia      | 22   | +20.859   | 15      | 6     |
| 11  | 44 | Alessandro Brannetti | Future Strategies        | Aprilia      | 22   | +20.959   | 14      | 5     |
| 12  | 23 | Gino Borsoi          | Semprucci Biesse-Group   | Aprilia      | 22   | +22.768   | 9       | 4     |
| 13  | 9  | Frédéric Petit       | Racing Moto Sport        | Aprilia      | 22   | +22.812   | 21      | 3     |
| 14  | 32 | Mirko Giansanti      | Kappa Racing             | Aprilia      | 22   | +29.025   | 19      | 2     |
| 15  | 26 | Ivan Goi             | Matteoni Racing          | Honda        | 22   | +42.860   | 22      | 1     |
| 16  | 18 | Reinhard Stolz       | Polini                   | Honda        | 22   | +49.937   | 25      |       |
| 17  | 56 | Adrián Araujo        | Fast Racing by Queroseno | Honda        | 22   | +1:00.610 | 26      |       |
| 18  | 57 | Luis Costa           | Metrakit RACC            | Honda        | 22   | +1:32.793 | 29      |       |

### Ritirati
| Nº | Pilota            | Squadra              | Motocicletta | Giri | Griglia |
| -- | ----------------- | -------------------- | ------------ | ---- | ------- |
| 20 | Bernhard Absmeier | Mayer-Rubatto Racing | Aprilia      | 21   | 23      |
| 55 | Toni Elías        | R.A.C.C.             | Honda        | 21   | 27      |
| 54 | Manuel Poggiali   | Kappa Racing         | Aprilia      | 10   | 24      |
| 22 | Pablo Nieto       | Festina-Derbi        | Derbi        | 8    | 17      |
| 53 | Emilio Delgado    | T.M.R. Competicion   | Honda        | 8    | 30      |
| 4  | Masao Azuma       | Benetton Playlife    | Honda        | 7    | 8       |
| 10 | Jerónimo Vidal    | C.C. Valencia        | Aprilia      | 6    | 7       |
| 41 | Yōichi Ui         | Festina-Derbi        | Derbi        | 5    | 5       |
| 17 | Steve Jenkner     | Marlboro Team ADAC   | Aprilia      | 5    | 10      |
| 29 | Ángel Nieto Jr    | Via Digital Team     | Honda        | 5    | 20      |
| 11 | Max Sabbatani     | Matteoni Racing      | Honda        | 2    | 18      |
| 43 | Victor Carrasco   | T.M.R. Competicion   | Honda        | 2    | 28      |